# Nemophas subcylindricus
Nemophas subcylindricus är en skalbaggsart som beskrevs av Aurivillius 1927. Nemophas subcylindricus ingår i släktet Nemophas och familjen långhorningar.
Artens utbredningsområde är Filippinerna. Inga underarter finns listade i Catalogue of Life.